# Église Saint-Julien d'Autrac
Pour l’article homonyme, voir Église Saint-Julien.
L'église Saint-Julien est un édifice situé à Autrac, en France.

## Localisation
L'église est située sur le territoire de la commune d'Autrac, dans le département de la Haute-Loire, en région Auvergne-Rhône-Alpes.

## Description
Petite église rurale remontant à l'époque romane pour l'abside du XIIe siècle, remaniée et complétée à l'époque gothique (chapelles latérales) et classique (pour le clocher carré sur transept et porche sud). L'édifice présente un plan très ramassé : une courte nef d'une seule travée voûtée en berceau, flanquée au nord d'un collatéral voûté en berceau brisé ; un porche côté sud voûté en berceau segmentaire transversal ; un transept composé d'une croisée coiffée d'une coupole dont les retombées reposent en retraits successifs sur des dalles et des corbeaux, et des croisillons voûtés d'ogives, plus bas que la nef ; une abside semi-circulaire voûtée en cul-de-four sur laquelle s'ouvre, au nord, la sacristie implantée hors-œuvre. Trapu et de plan carré, le clocher s'élève sur la croisée du transept. Son étage supérieur est percé de quatre larges baies en plein cintre qui paraissent avoir été remaniées à une époque indéterminée. L'intérêt principal du monument réside dans le décor sculpté du chœur : onze modillons sculptés soutiennent la corniche décorée d'oves. Les modillons montrent de petits personnages grotesques, des figures humaines et des entrelacs. A l'intérieur, l'abside est décorée de cinq arcades dont les retombées reposent sur des chapiteaux à entrelacs et à figures.

## Historique
L'église est inscrite  au titre des monuments historiques par arrêté du 30 janvier 1986.

## Galerie

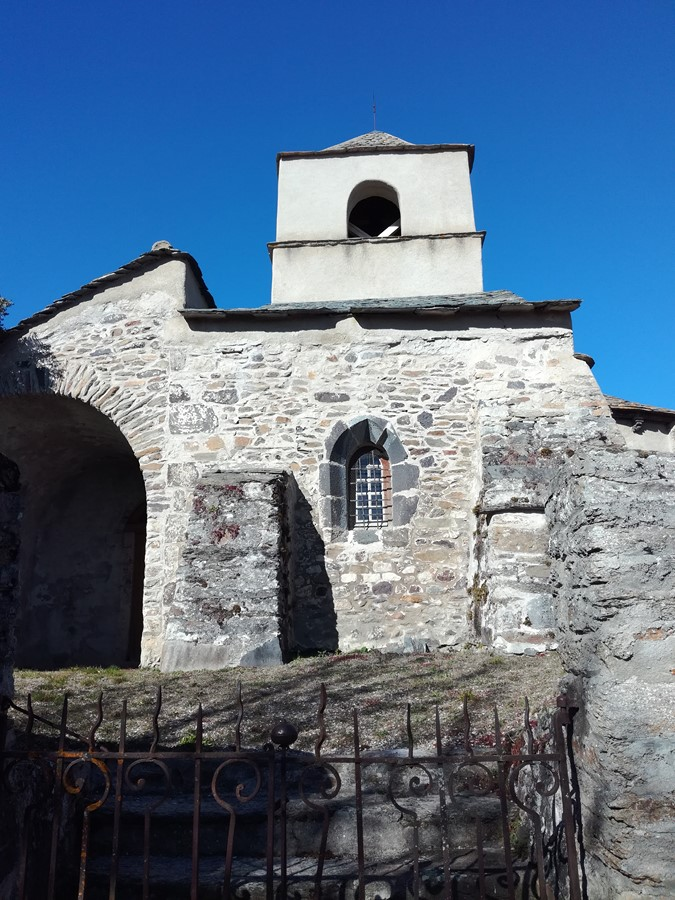
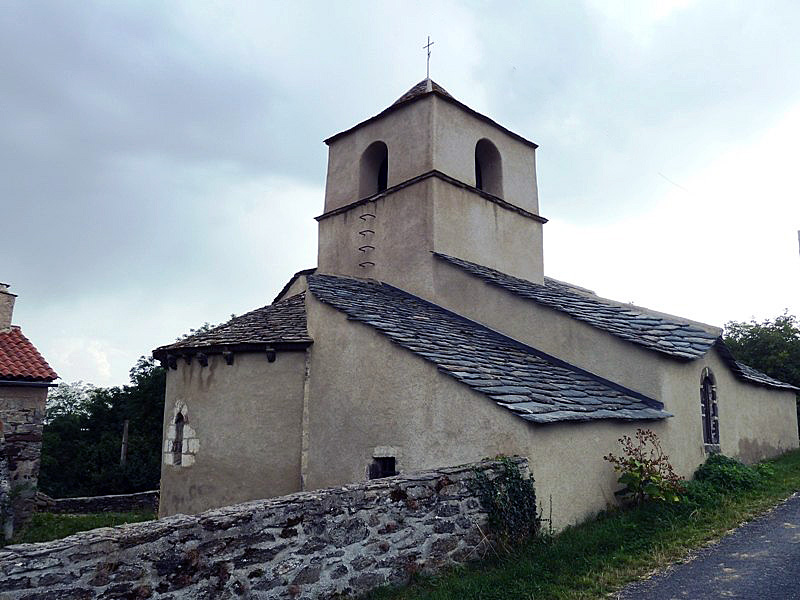
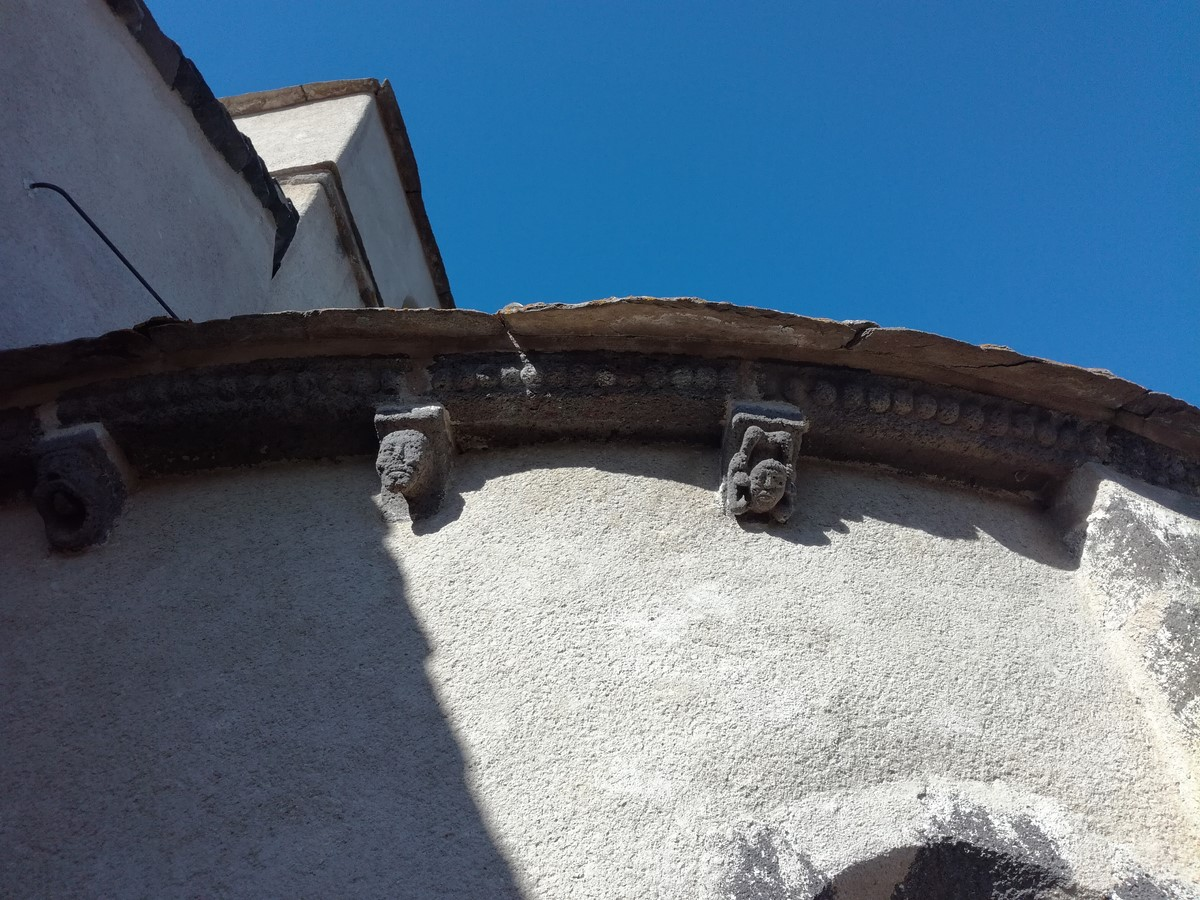
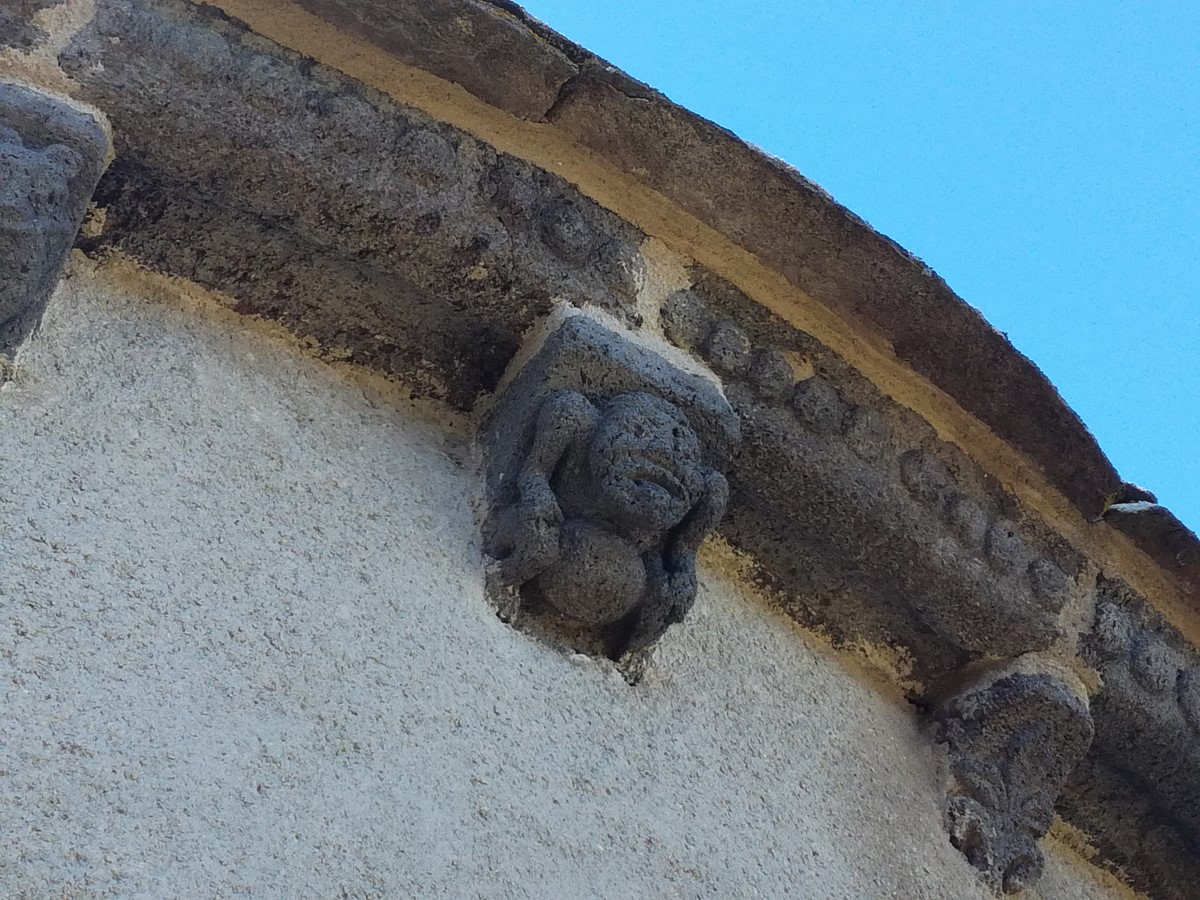